# Revionics
Revionics (Revionics, Inc.) é uma empresa de software americana que desenvolve software de otimização de preços do ciclo de vida para varejistas. O software é comercializado por meio do modelo de software como serviço (SaaS).

## História
A Revionics foi fundada em 2002 em Roseville, Califórnia, A empresa adquiriu a Retail Optimization em julho de 2012 e adquiriu a SkuLoop em novembro de 2012.  Foi classificada em 79º no ranking de 2012 das Top 500 Technology Fast da Deloitte. 
Em setembro de 2013, a empresa arrecadou US$ 11,2 milhões em financiamento de risco.  Em outubro de 2013, a Revionics mudou sua sede de Roseville para Austin, Texas . 
Em dezembro de 2014, a empresa anunciou um investimento do grupo de investimentos de capital privado da Goldman Sachs, avaliado em US$ 30 milhões.  Em dezembro de 2015, anunciou a aquisição da Marketyze, com sede em Tel Aviv . 
Em agosto de 2020 foi adquirida pela Aptos, com sede em Atlanta . 